# Route 354 (Nouvelle-Écosse)
Pour les articles homonymes, voir Route 354.
La route 354 est une route secondaire de la Nouvelle-Écosse d'orientation nord-sud située dans le centre-ouest de la province, au nord-ouest d'Halifax. Elle est une route tout de même faiblement empruntée. De plus, elle mesure 64 kilomètres, et est asphaltée sur l'entièreté de son tracé.

## Tracé
La route 354 débute à la sortie 2 de la route 101, au sud de Middle Sackville. Elle croise la route 1 dans cette ville, puis rejoint Beaver Bank. Elle traverse ensuite une région isolée, en se dirigeant vers le nord. À Upper Rawdon, elle croise la route 14, à Gore (Nouvelle-Écosse), la route 202, et à Kennetcook, la route 236. Elle rejoint finalement Noël, où elle se termine sur la route 215.

## Communautés traversées
- Middle Sackville, km 0-5
- Beaver Bank, km 8
- Middle Beaver Bank, km 12
- North Beaver Bank, km 17
- Upper Rawdon, km 39
- Gore, km 45
- Kennetcook, km 51
- Noel Road, km 54
- North Noel Road, km 56
- Gormanville, km 60
- Noël, km 64